# Полом (Жиздринський район)
Полом (рос. Полом) — присілок в Жиздринському районі Калузької області Російської Федерації.
Населення становить 2 особи. Входить до складу муніципального утворення Село Радгосп Колективізатор.

## Історія
Від 2004 року входить до складу муніципального утворення Село Радгосп Колективізатор

## Населення
| 2002 | 2010 |
| ---- | ---- |
| 17   | ↘2   |